# 滷水金錢肚
滷水金錢肚是一种廣東、香港和澳門地區常見的點心，是以醬油、酒、冰糖、水、八角、花椒粒和小茴香做成的滷水。金錢肚加入蔥、薑、蒜和乾辣椒炒，再加入滷水煮至熟軟即可。